# 三栖廃寺跡

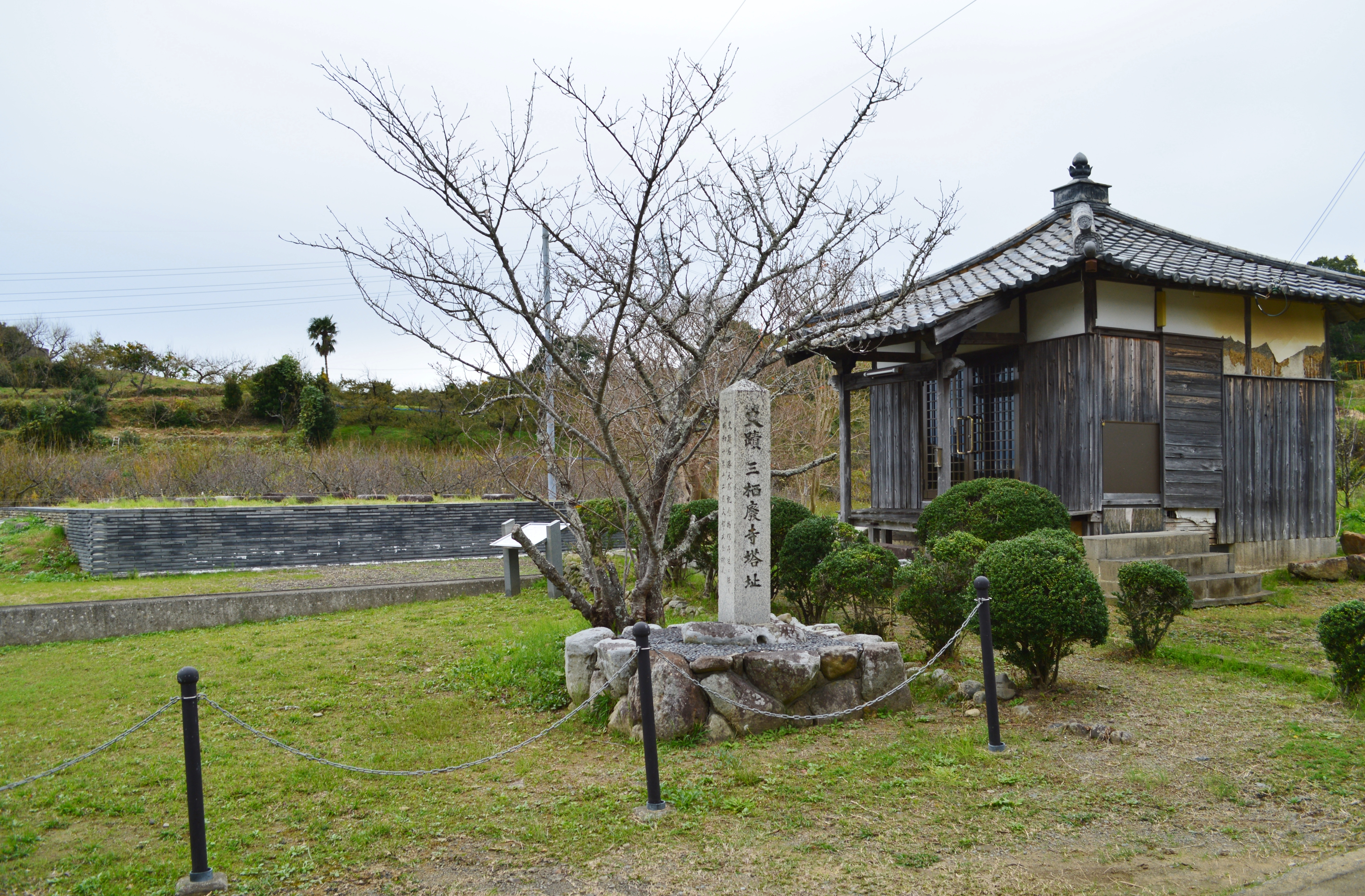
石碑付近（左に塔跡）

三栖廃寺跡（みすはいじあと）は、和歌山県田辺市下三栖にある古代寺院跡。塔跡は国の史跡に指定されている。

## 概要
和歌山県南部、左会津川右岸の衣笠山南麓に位置する、近畿地方では最南の白鳳寺院跡である。これまでに1930年（昭和5年）から発掘調査が実施されている。
伽藍は法隆寺式伽藍配置で、金堂（未確認）を東、塔を西に配し、推定僧坊が寺域北寄りに認められる。創建時期は白鳳期の7世紀後半頃と推定される。紀伊国牟婁郡の豪族の氏寺と想定されるとともに、牟婁郡の郡寺とする説もある。三栖廃寺の位置する田辺市域は、石室古墳の盛んな畿内・紀伊の文化と古墳の希薄な熊野の文化との境界になるが、そうした地域に接触領域の墓制として磯間岩陰遺跡・立戸岩陰遺跡が営まれており、それらの後代には三栖廃寺が営まれたことで律令制の進展を考察するうえで示唆的な遺跡になる。
寺域のうち塔跡は1935年（昭和10年）に国の史跡に指定された。現在では塔跡・推定僧坊跡が史跡整備のうえで公開されている。

### 名称
寺院の当時の名称については「三栖寺」または「牟婁寺」だったのではないかとの説があるが、確たる史料がないため現在は「三栖廃寺」と呼ばれている。

### 来歴
- 治承2年（1178年）閏6月26日の「造日前国懸宮役請文案」に「生馬堅田庄三柄寺領」の記載（一説に「三柄寺」は当寺か）[1]。
- 1930-1931年（昭和5-6年）、調査[1]。
- 1935年（昭和10年）12月24日、塔跡が国の史跡に指定[4]。
- 1969年（昭和44年）、寺域測量調査[1]。
- 1974-1975年（昭和49-50年）、保存管理計画策定事業調査[1]。
- 1978-1982年（昭和53-57年）、発掘調査（帝塚山大学・田辺市教育委員会）[1]。
- 1985年（昭和60年）3月25日、史跡範囲の追加指定[4]。

## 遺構

塔跡（復元）

推定僧坊跡

寺域は方1町（約100メートル四方）。金堂を東、塔を西に配する法隆寺式伽藍配置である。遺構の詳細は次の通り。
塔
釈迦の遺骨（舎利）を納めた塔。主要伽藍の西寄りに位置し、心礎の規模からは三重塔と推定される。基壇は瓦積基壇で、一辺約9メートルを測り、南辺中央には石積階段を付す。中央の心礎は砂岩系の自然石で、一辺約1.90メートルの三角形をなし、中央には柱座（直径65センチメートル・深さ約7センチメートル）が彫り込まれ、その中央に舎利孔（直径約14センチメートル・深さ約9センチメートル）が穿たれる。心礎以外の礎石は認められていない。。
推定僧坊（僧房）
僧の宿舎と推定される建物。主要伽藍の北寄り、中心線からやや東寄りに位置する（地形の制約からか）。基壇上建物は東西4間・南北2間で、柱間は2.75-3.0メートルと一定しない。
そのほか、金堂跡推定地区の西縁において幅約1.40メートル・深さ約0.45メートルの大溝が認められている。
寺域からの出土品としては、白鳳時代後半-平安時代の多量の瓦のほか、石製九輪の一部、風鐸の風招、石製天蓋の一部などの仏教関係の遺物がある。
なお、近隣の後口谷に分布する古墳では、渡来人系の特徴であるミニチュア炊飯具セットが副葬されていることから、6世紀-7世紀初頭頃には渡来人系氏族が勢力を持ったと考えられるが、三栖廃寺との関係性は明らかでない。

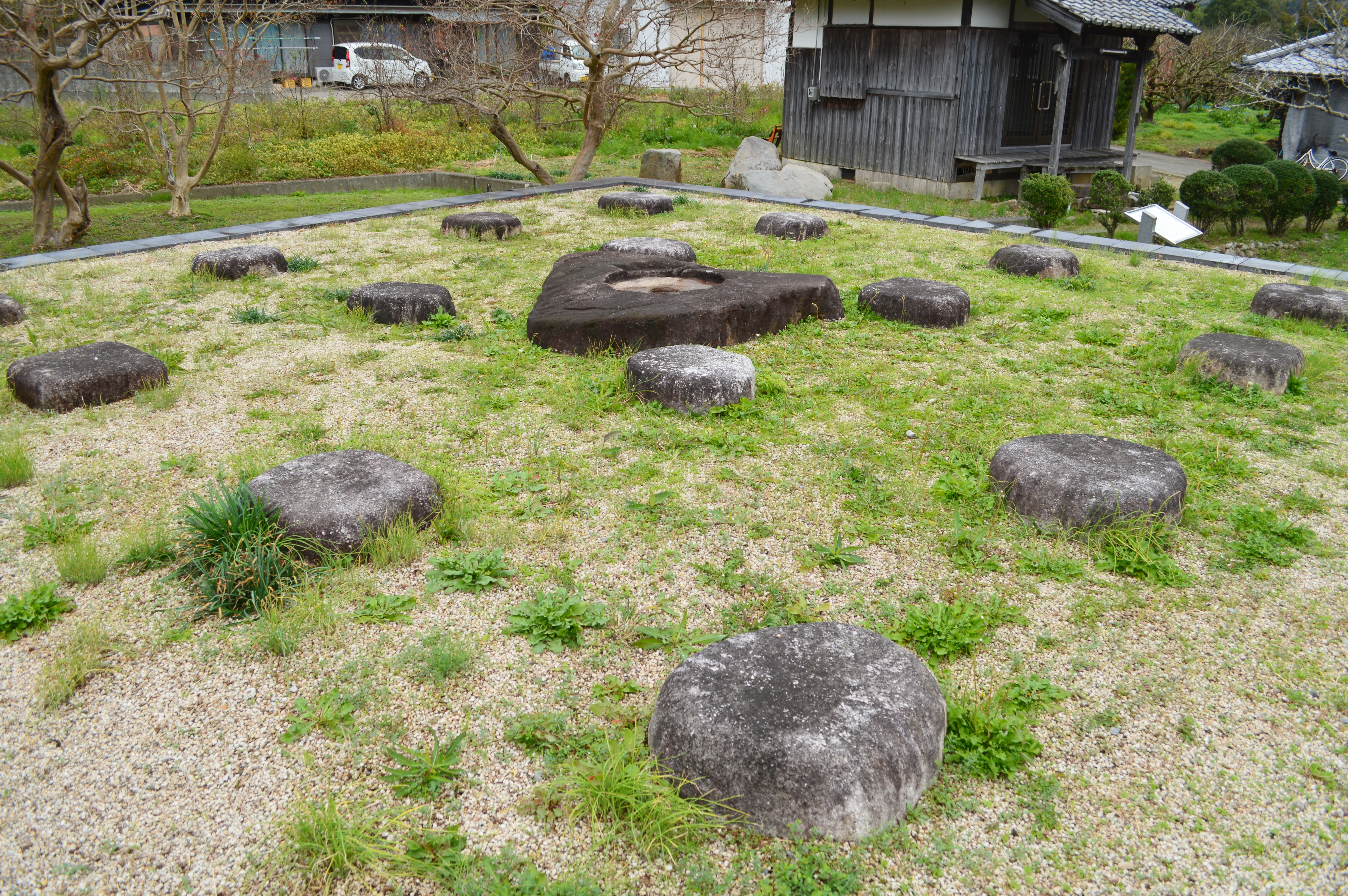
塔礎石 心礎以外は推定復元。
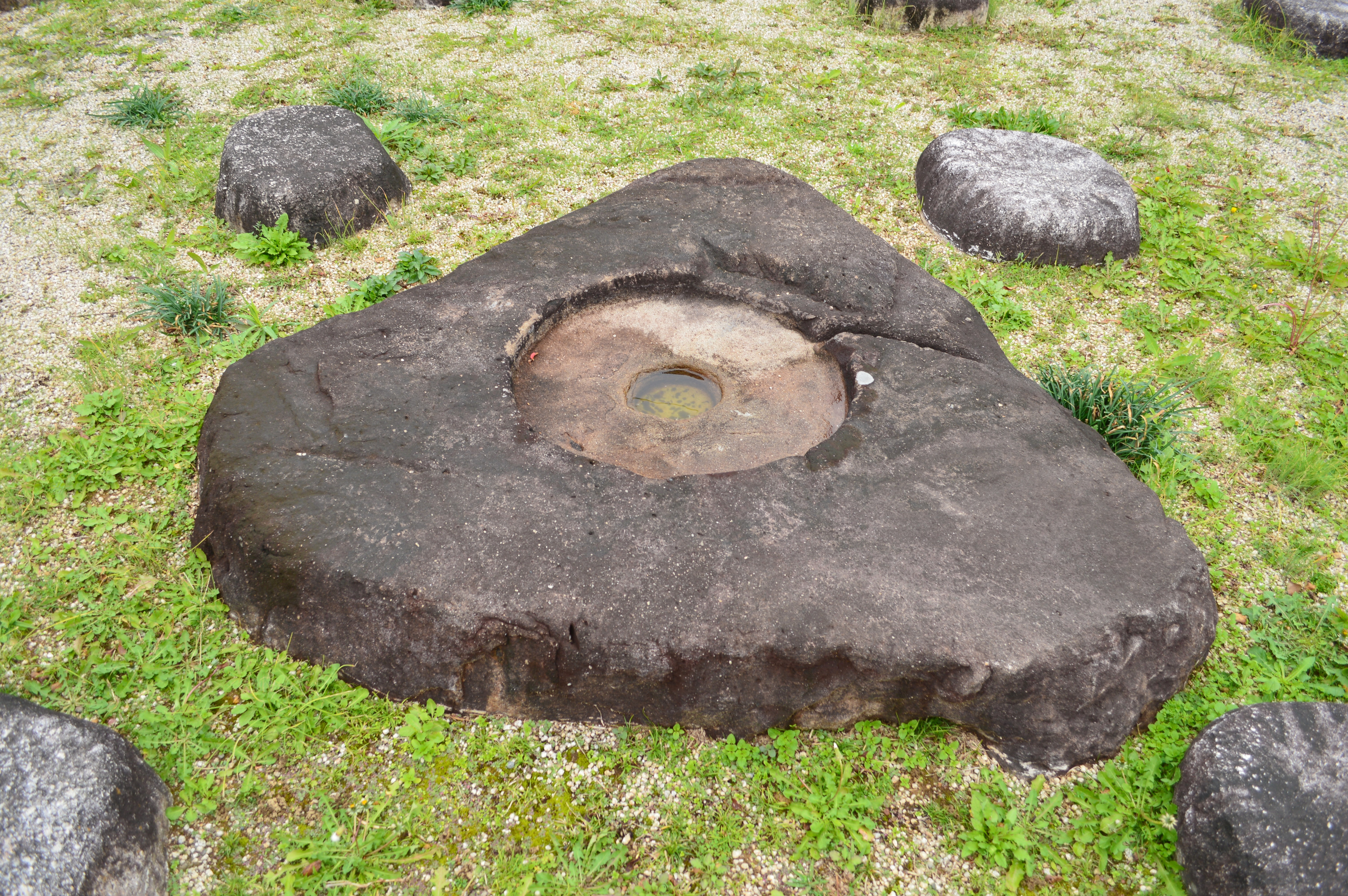
塔心礎 中央に舎利孔。

## 文化財

### 国の史跡
- 三栖廃寺塔跡 - 1935年（昭和10年）12月24日指定、1985年（昭和60年）3月25日に史跡範囲の追加指定[4]。

## 近隣の関連史跡

### 高坊遺跡
三栖廃寺の東330メートルにあり、三栖廃寺跡から出土するものに酷似する布目瓦、弥生土器、土師器、高台付坏、平底壺、石器（石斧・石鏃）等が出土している。
弥生時代に遺跡が作られ、その後7世紀～9世紀にかけて三栖廃寺が作られた頃の居住地域であったと考えられている。

### 後ロ谷古墳
三栖廃寺の北東230メートルにある古墳時代後期の古墳群（二基）。横穴式石室。築造年代は6世紀末から7世紀初頭。
ミニチュア炊飯具セット（かまど・釜・鍋）、小型壺、須恵器、土師器等が出土している。特に一号墳玄室に副葬されているミニチュア炊飯具は和歌山県下でも数少なく、さらに南限例でもあるので発掘調査の際も注目されていた。ミニチュア炊飯具セットは渡来人系氏族の古墳の特徴であり、日本における初期の仏教の担い手は渡来系氏族であったことから、三栖廃寺創建にも何らかの関わりがあると考えられているが、現在のところ史料が発見されていないため詳細は不明である。
二号墳玄室からは一号墳よりも古い6世紀後半の須恵器等が発見されていることから、周辺にはさらに古い古墳が存在した可能性も指摘されている。

#### 三栖の銅鐸
後ロ谷古墳の裏手の畑で1996年に発見された弥生時代後期の銅鐸の19片のかけら。大きさ100センチ以上と推定されており、現在は田辺市の歴史民俗資料館に保管されている。

## 関連文献
（記事執筆に使用していない関連文献）
- 『史跡三栖廃寺塔跡保存管理計画策定報告書』和歌山県教育委員会、1976年。
- 『田辺市三栖廃寺遺跡発掘調査概要』田辺市教育委員会、1978年。
- 『田辺市三栖廃寺遺跡発掘調査概要II』田辺市教育委員会、1979年。
- 『田辺市三栖廃寺遺跡発掘調査概要III』田辺市教育委員会、1980年。
- 『田辺市三栖廃寺遺跡発掘調査概要IV』田辺市教育委員会、1981年。
- 『田辺市三栖廃寺遺跡発掘調査概要V』田辺市教育委員会、1982年。